# EN 14214
EN 14214 is een Europese standaard die de eisen en benodigde beproevingsmethodes voor verkochte en geleverde vetzuren van methylester (FAME ) voor gebruik als brandstof voor dieselmotoren beschrijft.
De Europese Standaard werd op 14 februari 2003 goedgekeurd door de CEN. De datum dat de standaard effectief werd is afhankelijk van land tot land. Voor België was dit bijvoorbeeld 25 september 2003.